# Антонела Руджеро
Антонѐла Руджѐро (на италиански: Antonella Ruggiero) е италианска певица, известна най-вече като солистка на италианската група Матия Бадзар в периода 1975 – 1989 г.

## Биография
Родена в Генуа, Антонела Руджеро учи в местния Институт за изкуства и известно време се занимава с графичен дизайн в рекламно студио.
През 1974 година официално започва своята кариера под псевдонима Матѝя (Matia; от генуезки диалект букв. „луда“) и издава своята първа 45-оборотна плоча Io Matia (Аз, Матия). По непотвърден източник се твърди, че сътрудничи с групата Jet по нейния миниалбум Fede, speranza, carità (Вяра, надежда, любов). От сътрудничеството с няколко от членовете на групата през 1975 година се формира групата Матия Бадзар. Освен Антонела, групата се състои първоначално и от Пиеро Касано (вокал и синтезатор; заместен от 1981 до 1983 година от Мауро Сабионе и от 1984 година от Серджо Косу), Алдо Стелита (бас), Джанкарло Голци (барабани) и Карло Марале (вокал и китара). Гласът на Антонела носи големи успехи и награди на групата по целия свят.
Известни песни на групата са: Tu semplicità (Простота), Stasera… che sera! (Тази вечер… каква вечер!), Cavallo bianco (Бял жребец), Per un'ora d'amore (За един час любов), Ma perché (Но защо), Solo tu (Само ти), Mister Mandarino (Господин Мандарино), Il video sono io (Видеото съм аз), Vacanze romane (Римска ваканция), Souvenir (Сувенир), Ti sento (Усещам те), като това е само малка част от песните, записани с Антонела. Певицата се разделя с групата през 1989 година.
Следват седем години, през които се отдава на семейството си, в което се ражда синът ѝ Габриеле, и на многобройни пътешествия, предимно до Индия, в които намира себе си като личност и се зарежда духом. След това започва своята солова кариера и издава първия си самостоятелен албум Libera (Свободна) през 1996 година.
Успехът за Антонела се завръща през 1998 година, когато участва и се класира на второ място на Музикалния фестивал „Санремо“ с песента Amore lontanissimo (Далечна любов моя). През последната вечер на фестивала има проблеми с гърлото, които излагат на риск изпълнението ѝ на живо, но въпреки това се справя.
През 1999 година се завръща отново на сцената на театър „Аристон“, този път с песента Non ti dimentico (Не ще те забравя), написана от съпруга ѝ Роберто Коломбо, с която се класира втора година подред на второ място, а песента е удостоена с Наградата на критиката „Мия Мартини“ за най-добър аранжимент.
През есента на същата година издава албума Sospesa (Неуверена) с осъвременено звучене.

## Дискография

### Студийни албуми
- 1996 – Libera
- 1998 – Registrazioni moderne
- 1999 – Sospesa
- 2001 – Luna crescente – Sacrarmonia
- 2003 – Antonella Ruggiero
- 2005 – Big Band!
- 2006 – L'abitudine della luce
- 2007 – Genova, la Superba
- 2008 – Pomodoro genetico
- 2013 – Qualcosa è nell'aria (дигитален албум с три песни за теглене от официалния сайт на Антонела)
- 2014 – L'impossibile è certo
- 2015 – Cattedrali

|  | Тази страница частично или изцяло представлява превод на страницата Antonella Ruggiero в Уикипедия на италиански. Оригиналният текст, както и този превод, са защитени от Лиценза „Криейтив Комънс – Признание – Споделяне на споделеното“, а за съдържание, създадено преди юни 2009 година – от Лиценза за свободна документация на ГНУ. Прегледайте историята на редакциите на оригиналната страница, както и на преводната страница, за да видите списъка на съавторите. ВАЖНО: Този шаблон се отнася единствено до авторските права върху съдържанието на статията. Добавянето му не отменя изискването да се посочват конкретни източници на твърденията, които да бъдат благонадеждни. |